# Madzharovo Point
Der Madzharovo Point (bulgarisch нос Маджарово nos Madscharowo) ist eine Landspitze der Anvers-Insel im Palmer-Archipel westlich der Antarktischen Halbinsel. Sie liegt am Südwestufer der Fournier-Bucht und trennt die Mündung des Kleptusa-Gletschers im Südosten von derjenigen des Thamyris-Gletschers im Nordwesten.
Die bulgarische Kommission für Antarktische Geographische Namen benannte sie 2009 nach der Ortschaft Madscharowo im Südosten Bulgariens.